# Samuel Waldeck
Samuel Waldeck (1751 i Hessen – 4. januar 1823 i Altona) var en dansk officer.
Han var født i Hessen, hvor faderen var regimentskirurg. I sin ungdom studerede han jura, men ombyttede 1772 den akademiske løbebane med den militære. Han fulgte med de hessiske lejetropper til Nordamerika, udmærkede sig og vendte 1782 hjem som stabskaptajn. Frihedskrigen fik epokegørende betydning for fodfolkets taktik, i det den gav stødet til indførelsen af den spredte orden, den såkaldte «lette tjeneste», og det varede ikke længe, inden den danske hær, som altid er fulgt godt med i taktisk henseende, fik lette tropper, der blev indøvede af hessiske officerer. Den mest fremragende af disse var Johann Ewald, men Waldeck, der 1788 blev kaptajn i Slesvigske Jægerkorps, stod værdig ved hans side og bidrog meget til, at de danske lette tropper kom til at indtage et højt standpunkt. Han blev major 1804, oberstløjtnant 1808, fik 2 år senere kommandoen over Holstenske Skarpskyttekorps og blev 1811 oberst. 1803-07 deltog han i sydgrænsens bevogtning, kom derefter til Sjælland, foretog 1809 en ekspedition over isen til Hven, men kom samme år atter til Holsten, hvor hans korps indlemmedes i den mobile division, der i 1813 sluttede sig til marskal Louis-Nicolas Davouts armekorps. Waldeck kommanderede de danske tropper i general Charles Lallemands lette brigade, og skønt han trådte noget i skygge for den glimrende franskmand, fik han dog både ved Wismar og ved Sehested (10. december 1813) lejlighed til at vise sig som en tapper og indsigtsfuld fører, der ærlig fortjente det Kommandørkors, hvormed han blev hædret. I 1815 fulgte han som brigadekommandør det danske okkupationskorps til Frankrig, 1817 blev han kommandant i Frederiksort, trådte samme år à la suite og døde 4. januar 1823 i Altona.